# Von Neergaard
Kurt von Neergaard (1887-1947). Doctor en medicina. Dirigió el Instituto de Terapéutica Física de la Universidad de Zúrich. En 1929 descubrió que se necesitaba menos presión para inflar un pulmón con líquido que con aire. Este hallazgo sugería la existencia de tensión superficial en la interfase aire-líquido de los alvéolos. 
Kurt von Neergard también descubrió que la tensión superficial en el pulmón era menor que la que se esperaba para una interfase aire líquido simple y sugirió la presencia de alguna sustancia tensioactiva. Sus investigaciones sentaron las bases para el descubrimiento del surfactante pulmonar y la explicación de la enfermedad de las membranas hialinas en los niños prematuros.